# Episodi de Lo straordinario mondo di Gumball (terza stagione)
La terza stagione della serie animata Lo straordinario mondo di Gumball, composta da 40 episodi, è stata annunciata il 29 ottobre 2012 ed è andata in onda negli Stati Uniti il 5 giugno 2014, mentre Italia è stata trasmessa a partire dal 17 novembre 2014.
Questa è stata l'ultima stagione dove Federico Bebi e Andrea Di Maggio hanno doppiato rispettivamente Gumball e Darwin nei primi sedici episodi, per poi venire sostituiti da Alessio Puccio e Maura Cenciarelli dal diciassettesimo episodio e nelle future stagioni.
| Nº | Titolo originale    | Titolo italiano          | Prima TV USA      | Prima TV Italia  |
| -- | ------------------- | ------------------------ | ----------------- | ---------------- |
| 1  | The Kids            | Cambio di voce           | 5 giugno 2014     | 17 novembre 2014 |
| 2  | The Fan             | Rivali in amore          | 5 giugno 2014     | 17 novembre 2014 |
| 3  | The Coach           | L'allenatore             | 12 giugno 2014    | 17 novembre 2014 |
| 4  | The Joy             | L'epidemia               | 19 giugno 2014    | 17 novembre 2014 |
| 5  | The Puppy           | La tartaruga             | 26 giugno 2014    | 24 novembre 2014 |
| 6  | The Recipe          | La clonazione            | 3 luglio 2014     | 24 novembre 2014 |
| 7  | The Name            | Zac                      | 10 luglio 2014    | 24 novembre 2014 |
| 8  | The Extras          | Le comparse              | 17 luglio 2014    | 24 novembre 2014 |
| 9  | The Gripes          | Veramente falso          | 24 luglio 2014    | 1º dicembre 2014 |
| 10 | The Vacation        | La vacanza               | 31 luglio 2014    | 1º dicembre 2014 |
| 11 | The Fraud           | 110 e frode              | 7 agosto 2014     | 1º dicembre 2014 |
| 12 | The Void            | Il vuoto                 | 14 agosto 2014    | 1º dicembre 2014 |
| 13 | The Boss            | Il capo                  | 21 agosto 2014    | 8 dicembre 2014  |
| 14 | The Move            | Niente bugie             | 28 agosto 2014    | 8 dicembre 2014  |
| 15 | The Law             | La legge                 | 4 settembre 2014  | 8 dicembre 2014  |
| 16 | The Allergy         | L'allergia               | 11 settembre 2014 | 8 dicembre 2014  |
| 17 | The Mothers         | Supermamma               | 18 settembre 2014 | 20 aprile 2015   |
| 18 | The Password        | La password              | 25 settembre 2014 | 20 aprile 2015   |
| 19 | The Procrastinators | La spazzatura            | 2 ottobre 2014    | 20 aprile 2015   |
| 20 | The Shell           | Il guscio                | 9 ottobre 2014    | 20 aprile 2015   |
| 21 | The Burden          | La saggezza del criceto  | 16 ottobre 2014   | 21 aprile 2015   |
| 22 | The Bros            | Fratelli                 | 23 ottobre 2014   | 21 aprile 2015   |
| 23 | The Mirror          | L'uomo nero              | 30 ottobre 2014   | 21 aprile 2015   |
| 24 | The Man             | Il fidanzato della nonna | 30 ottobre 2014   | 21 aprile 2015   |
| 25 | The Pizza           | L'apocalisse             | 13 novembre 2014  | 22 aprile 2015   |
| 26 | The Lie             | Rockoween                | 20 novembre 2014  | 22 aprile 2015   |
| 27 | The Butterfly       | Effetto domino           | 8 gennaio 2015    | 22 aprile 2015   |
| 28 | The Question        | Il senso della vita      | 8 gennaio 2015    | 22 aprile 2015   |
| 29 | The Saint           | Il santo                 | 15 gennaio 2015   | 23 aprile 2015   |
| 30 | The Friend          | L'amico immaginario      | 22 gennaio 2015   | 23 aprile 2015   |
| 31 | The Oracle          | L'oracolo                | 29 gennaio 2015   | 23 aprile 2015   |
| 32 | The Safety          | La sicurezza             | 5 febbraio 2015   | 23 aprile 2015   |
| 33 | The Society         | Segreti a scuola         | 12 febbraio 2015  | 24 aprile 2015   |
| 34 | The Spoiler         | Il film dell'orrore      | 19 febbraio 2015  | 24 aprile 2015   |
| 35 | The Countdown       | Viaggi nel tempo         | 26 febbraio 2015  | 24 aprile 2015   |
| 36 | The Nobody          | L'intruso                | 5 marzo 2015      | 24 aprile 2015   |
| 37 | The Downer          | Solo al mondo            | 6 luglio 2015     | 27 aprile 2015   |
| 38 | The Egg             | Il compagno di giochi    | 6 agosto 2015     | 27 aprile 2015   |
| 39 | The Triangle        | L'assolo                 | 8 luglio 2015     | 27 aprile 2015   |
| 40 | The Money           | Famiglie al verde        | 9 luglio 2015     | 27 aprile 2015   |

## Cambio di voce
Gumball e Darwin sono convinti di non invecchiare mai, e ironizzano sull'età dei loro genitori. Ma una brutta sorpresa li attende, la loro voce comincia a cambiare, entrando ufficialmente nella pubertà. Questo mutamento li catapulterà in situazioni imbarazzanti.

## Rivali in amore
Sarah vuole diventare a tutti i costi la migliore amica di Gumball e Darwin. Però il suo atteggiamento oppressivo e persecutorio, finisce per rendere la vita dei due fratelli un incubo.

## L'allenatore
Gumball e Darwin detestano l'insegnante di ginnastica, perché troppo esigente e severo. Mentre i due fratelli e il resto della classe seguono a fatica gli esercizi, l'aggressiva Jamie si dimostra invece straordinariamente brava e ubbidiente con l'allenatore.

## L'epidemia
Nella scuola di Elmore scoppia un'epidemia di gioia e la signorina scimmia si ritroverà a doverla fronteggiare da sola.

## La tartaruga
Gumball, Darwin e Anais vorrebbero un cucciolo da accudire, e convincono Richard a prenderne uno. Ma il tanto desiderato animaletto, si rivela essere una malvagia tartaruga dal guscio molle, mordace e aggressiva.

## La clonazione
Durante una prova di salvataggio in piscina, Toast muore. Ma al ritorno da scuola, Toast ricompare come se niente fosse successo. Gumball sconcertato da ciò, decide di investigare sul segreto dell'immortalità del suo compagno di classe.

## Zac
Gumball scopre che il suo vero nome è Zac. Ma questa scoperta porta in Gumball un cambiamento della personalità. La nuova personalità spaccona e bulla di “Zac” però, cerca di prendere il controllo su quella vecchia di Gumball.

## Le comparse
Una raccolta di scene, che coinvolgono i personaggi secondari della serie.

## Veramente falso
Gumball non fa che lamentarsi di continuo, deprimendo anche Darwin. Ma l'atteggiamento negativo dei due fratelli, viene interpretato erroneamente dalla gente di Elmore, convinta che i due si trovino in estrema povertà. La gara di solidarietà che ne scaturisce, sfugge di mano a tutti.

## La vacanza
La famiglia Waterson è in viaggio per le vacanze. Durante il tragitto, i ragazzi decidono di raccontarsi delle storie del terrore. Anche Nicole, sfidata dai figli, ne racconta una. Ma la storia del terrore di Nicole pare realizzarsi davvero.

## 110 e frode
Gumball e Darwin scoprono che la laurea del preside Brown è falsa. Per paura di perdere il posto di lavoro, il preside cerca in tutti i modi di comprare il silenzio dei due fratelli.

## Il vuoto
Gumball ha il sospetto che a scuola sia scomparso uno studente, ma non ricorda chi. Con l'aiuto dell'insegnante Small, Gumball e Darwin scoprono che la compagna di classe Molly, assieme al ricordo della sua esistenza e a tutte le cose che le appartengono, è stata risucchiata nel "Vuoto", una dimensione dove si trovano tutti gli oggetti e le persone ritenuti "errori" fatti dall'universo. I due fratelli e l'insegnante decidono quindi di andare a salvarla.

## Il capo
Il signor Robinson necessita di una trasfusione di imbottitura, e l'unico compatibile è il figlio Rocky. Tuttavia il signor Robinson rifiuta il suo aiuto, perché non ha mai perdonato il figlio per essersi adattato a fare il bidello, invece di lavorare per una grande azienda. Gumball e Darwin aiuteranno Rocky a trovare un impiego in ufficio e riavere il rispetto del padre. Ma il nuovo lavoro si rivelerà essere triste e alienante.

## Niente bugie
Clayton è un bugiardo patologico.  Gumball e Darwin decidono quindi di aiutare il loro compagno di classe a smettere di distorcere la realtà, e accettare la realtà così com'è. Ma i due fratelli sapranno applicare questi consigli anche a sé stessi?

## La legge
Gumball, mentre si dirige al carretto del gelato, viene multato dall'agente Doughnut, per aver attraversato le strisce con il rosso. Gumball fa notare all'agente, quanto il suo lavoro sia noioso e questi chiede dei consigli per apparire più bello.

## L'allergia
Darwin, non smette più di starnutire. Gumball e Anais cercano di capire da cosa dipende, e ipotizzano che potrebbe essere un'allergia alla stupidità.

## Supermamma
Alla festa della mamma, Gumball, Banana Joe e Tobias organizzano una sfida fra le loro mamme, per decidere quali delle tre è la migliore.

## La password
Gumball e Darwin, mentre cercano di sbloccare la nuova password del pc, scoprono che la figlia prediletta di papà Richard, è la loro sorellina Anais. Sconvolti da questa notizia, i due fratelli cercano di conquistare le simpatie del genitore.

## La spazzatura
Nicole ordina a Gumball e a Darwin, di gettare la spazzatura mentre è via. Ma i due fratelli procrastinano per tutto il giorno, trovando sempre una scusa per non svolgere il compito. A un certo punto però appare un clown inquietante davanti la finestra che legge un messaggio che Nicole ha dato a lui, ossia il fatto di ricordare a Gumball e Darwin di buttare la spazzatura. Neanche questo basta.

## Il guscio
Durante la recita in uno spettacolo teatrale, Gumball dà accidentalmente una testata a Nocciolina, incrinandole il guscio. Il padre di Nocciolina non prende bene la cosa e, preoccupato per la natura instabile della figlia, decide di iscriverla in un'altra scuola. Gumball, appresa la notizia, le consiglia di opporsi al severo genitore e di liberarsi del guscio. Lei accetta, mostrandogli la sua vera natura, ovvero una fatina in grado di mutare forma. Tuttavia Gumball non ha il tempo di dirle quanto è fantastica, che Nocciolina interpreta la sua espressione sorpresa per orrore, e scappa convinta di essere un mostro. Dopo averla inseguita, Gumball riesce a calmarla, baciandola e rivelando i suoi sentimenti per lei.

## La saggezza del criceto
Il preside Brown, per il fine settimana, incarica Gumball e Darwin di occuparsi di Chris Morris, il vecchissimo criceto della scuola. Ma inavvertitamente nella gabbietta, al posto del criceto, ci finisce un ciuffo di peli del preside. Per un po' i due fratelli non si accorgono dello scambio, e il falso criceto diventa per loro un piacevole ascoltatore silenzioso. 

## Fratelli
Darwin diventa geloso di Nocciolina, dopo aver scoperto che Gumball considera lei come l'unica persona speciale da invitare in un luogo speciale. La manifesta gelosia di Darwin nei confronti di Nocciolina, porta quest'ultima a lasciare Gumball, per non generare ulteriori tensioni. Quando capisce di aver sbagliato, Darwin aiuta il fratello ad organizzare un appuntamento da sogno per riappacificarsi con la ex fidanzata.

## L'uomo nero
Gumball riceve una catena di sant'Antonio via mail, che se non viene girata ad altri, farà arrivare l'uomo nero per portare via la famiglia. Gumball non ci crede e cancella la mail, ma Darwin si dimostra superstizioso e mette in guardia il fratello sulle possibili conseguenze.

## Il fidanzato della nonna
Nonna Jojo presenta ai Watterson il suo nuovo fidanzato, un pensionato di nome Louie, scatenando la gelosia di Richard. Egli infatti non si è ancora rassegnato all'idea che il suo vero padre Frankie, abbia abbandonato definitivamente la famiglia più di quarant'anni fa.

## L'apocalisse
La famiglia Watterson, dopo aver trascorso una brutta giornata, decide di migliorare la serata ordinando una pizza da Larry, il tuttofare della città di Elmore. Ma quando qualcosa va storto e Larry si licenzia dai suoi lavori, si scatena l'apocalisse in città. 

## Rockoween
Gennaio è un mese triste. Il Natale è appena passato e non c'è nessun'altra ricorrenza da festeggiare. Gumball per ovviare a ciò, s'inventa una nuova festività: il giorno di Rockoween, dove si mangiano cibi spazzatura e si ricevono regali portati da Cicciorock, un vecchio vestito da metallaro che guida una moto magica trainata da cani Dobermann. La nuova festività viene ben accolta da tutti gli abitanti di Elmore, fatta eccezione per Signorina Scimmia, che refrattaria ai buoni sentimenti e alla gioia, come un Grinch, decide di fermare il giorno di Rockoween smascherando la bugia di Gumball.

## Effetto domino
Gumball libera una farfalla dalla faccia umana da un barattolo nella classe di Signorina Scimmia, avviando inavvertitamente l'effetto farfalla in tutta Elmore.

## Il senso della vita
Qual è il senso della vita? Gumball e Darwin, lo chiedono agli abitanti di Elmore, ricevendo da ognuno di loro delle risposte diverse. Nessuna di queste però, sembra soddisfare il loro dilemma esistenziale.

## Il santo
Gumball è convinto che anche il buon cuore di Palloncino, possieda un punto di rottura. Gumball cercherà di scoprirlo, sottoponendo il compagno di classe ad ogni genere di angheria.

## L'amico immaginario
Alla festa di Anais non si presenta nessun invitato. Gumball e Darwin, hanno l'idea di creare un amico immaginario per consolare la loro sorellina. Improvvisamente però, appare un personaggio strambo e impacciato, composto da pezzi di giocattoli diversi, e fra lui e Anais, si crea un legame d'amicizia.

## L'oracolo
Al mercatino delle pulci della famiglia Banana, Gumball trova dei quadri dipinti dalla mamma di Joe, dove vengono rappresentate scene che sembrano prevedere il futuro. Un quadro in particolare, mostra Gumball nudo mentre viene ripreso in diretta dalla tv nazionale. Per evitare che l'incidente si realizzi davvero, Gumball cerca di non uscire di casa.

## La sicurezza
A scuola viene fatto vedere un angosciante cartone educativo sulla sicurezza, traumatizzando tutti gli studenti. In particolar modo Darwin, che diventa paranoico e iperprotettivo nei confronti di Gumball e della sua famiglia.

## Segreti a scuola
Gumball si convince che a scuola gli va tutto storto, perché una società segreta protegge i suoi membri, ma non lui. Decide di scovarla per poterci entrare.

## Il film dell'orrore
Al cinema proiettano Il Grande Urlo, un horror molto atteso. Gumball però non ha soldi e deve aspettare il fine settimana per avere la mancia. Nel frattempo a scuola molti hanno già visto il film, e il problema spoiler per Gumball diventa pressante.

## Viaggi nel tempo
Gumball e Darwin perdono lo scuolabus, dopo essersi svegliati per l'ennesima volta in ritardo. Inizia una corsa contro il tempo, per arrivare in orario e evitare l'espulsione dalla scuola. Gumball però, si schianta contro il cronometro, e blocca inavvertitamente il tempo.

## L'intruso
Qualcuno ha rubato dei soldi in casa Watterson, e vengono incolpati Gumball e Darwin. Ma i due fratelli si dichiarano innocenti, e sospettano la presenza di un estraneo in casa. Alla fine scoprono che si tratta di Rob, un abitante di Elmore risucchiato nel Vuoto e fuggito durante il salvataggio di Molly a insaputa dei protagonisti, restando però completamente sfigurato e privo di memoria. Una volta recuperati i ricordi di quanto successo decide di diventare l'antagonista di Gumball e Darwin, poiché loro non avevano voluto salvarlo nonostante ne avessero avuto l'opportunità.

## Solo al mondo
Gumball si sveglia di pessimo umore, e desidera che tutta la sua famiglia lo lasci in pace e sparisca. Il desiderio si concretizza.

## Il compagno di giochi
Nicole vorrebbe frequentare persone di un certo livello sociale, e decide di invitare a pranzo la spocchiosa signorina Parham con il figlio Billy. Ma le due famiglie sono troppo diverse, e non riescono ad andare d'accordo, fatta eccezione per Anais e Billy. I due bambini infatti, scoprono di avere molte cose in comune.

## L'assolo
Darwin scopre di avere un talento per il flauto, e viene scelto per suonare da solista alla parata della scuola. Gumball non è felice per questa attitudine del fratello, perché farebbe di lui l'unico sfigato del duo. Ma non è il solo, qualcuno trama nell'ombra per sabotare l'assolo di Darwin.

## Famiglie al verde
La famiglia Watterson, a causa di un investimento sbagliato di Richard, perde tutti i soldi e finisce in bolletta. L'unica possibilità per riavere le proprie cose, è fare una pubblicità per un fast food. Gumball però è contrario, perché significherebbe perdere la propria dignità. In tal modo però i Watterson diventano poveri; a causa di ciò Elmore cade a pezzi e possiamo notare come viene prodotta una puntata con diversi stili di animazione. A quel punto la famiglia decide di accettare la pubblicità così Elmore possa tornare alla sua normalità 